# Матчи сборной СССР по хоккею с шайбой (1970—1974)

## 1970
| №266 25.02.70. | Стокгольм. СССР — Швеция — 9:2 (0:0, 8:0, 1:2)     | Товарищеский матч                      |
| СССР: Коноваленко; Рагулин — Лутченко, Васильев — Давыдов, Никитин — Паладьев (1); Викулов — Мишаков (1) — Фирсов (2), Репс — Старшинов (3) — Мальцев (1), Мартынюк — Шадрин (1) — А. Якушев, Самочернов.                        |                                                    |                                        |
| №267 27.02.70. | Стокгольм. СССР — Швеция — 2:2 (0:0, 0:1, 2:1)     | Товарищеский матч                      |
| СССР: Третьяк; Рагулин — Лутченко, Васильев — Давыдов, Паладьев — Ромишевский; Михайлов — Петров (1) — Харламов, Мишаков — Старшинов (1) — Мальцев, Самочернов — Шадрин — А. Якушев, Мартынюк, Никитин.                          |                                                    |                                        |
| №268 03.03.70. | Тампере. СССР — Финляндия — 3:1 (1:0, 0:1, 2:0)    | Товарищеский матч                      |
| СССР: Третьяк; Рагулин — Ромишевский, Паладьев — Лутченко, Васильев — Давыдов; Михайлов — Петров (1) — Харламов (1), Викулов (1) — Полупанов — Фирсов, Мишаков — Старшинов — А. Якушев, Никитин.                                 |                                                    |                                        |
| №269 04.03.70. | Хельсинки. СССР — Финляндия — 7:3 (2:1, 2:2, 3:0)  | Товарищеский матч                      |
| СССР: Коноваленко; Рагулин — Ромишевский, Паладьев — Лутченко, Давыдов — Никитин; Михайлов (3) — Петров (1) — Харламов, Викулов — Полупанов — Фирсов (2), Мишаков — Старшинов (1) — А. Якушев, Шадрин.                           |                                                    |                                        |
| 09.03.70. | Воскресенск. СССР — Польша — 6:4 (2:2, 2:2, 2:0)   | Товарищеский матч                      |
| СССР: Толмачев (Пашков); Кузьмин — Паладьев, Ляпкин — Сапёлкин (1), Брежнев — Цыганков, Блохин; Мартынюк — Шадрин — А. Якушев (1), Жучок — Ю. Морозов (1) — А. Сырцов (2), Ю. Блинов — Ионов (1) — Моисеев, Анисин.              |                                                    |                                        |
| №270 14.03.70. | Стокгольм. СССР — Финляндия — 2:1 (0:0, 0:0, 2:1)  | Чемпионат мира по хоккею с шайбой 1970 |
| СССР: Коноваленко; Рагулин — Ромишевский, Паладьев — Лутченко, Никитин — Давыдов; Викулов — Полупанов — Фирсов, Михайлов — Петров (1) — Харламов, Мальцев (1) — Старшинов — Мишаков.                                             |                                                    |                                        |
| №271 15.03.70. | Стокгольм. СССР — ГДР — 12:1 (3:0, 3:1, 6:0)       | Чемпионат мира по хоккею с шайбой 1970 |
| СССР: Третьяк; Рагулин — Ромишевский, Паладьев — Лутченко, Васильев — Давыдов; Викулов (1) — Мишаков (3) — Фирсов (1), Михайлов — Петров (1) — Харламов (1), Мальцев (4) — Старшинов (1) — Никитин.                              |                                                    |                                        |
| №272 17.03.70. | Стокгольм. СССР — Польша — 7:0 (2:0, 5:0, 0:0)     | Чемпионат мира по хоккею с шайбой 1970 |
| СССР: Коноваленко (Третьяк, 41); Рагулин — Ромишевский, Паладьев — Лутченко, Васильев — Давыдов; Викулов (3) — Мишаков — Фирсов (1), Михайлов (1) — Петров — Полупанов, Мальцев (2) — Старшинов — Никитин.                       |                                                    |                                        |
| №273 18.03.70. | Стокгольм. СССР — ЧССР — 3:1 (1:0, 0:1, 2:0)       | Чемпионат мира по хоккею с шайбой 1970 |
| СССР: Коноваленко; Паладьев — Лутченко, Рагулин — Ромишевский, Васильев — Давыдов; Михайлов — Петров — Харламов, Викулов (1) — Полупанов — Мишаков, Мальцев (1) — Старшинов — Никитин (1).                                       |                                                    |                                        |
| №274 20.03.70. | Стокгольм. СССР — Швеция — 2:4 (1:1, 0:2, 1:1)     | Чемпионат мира по хоккею с шайбой 1970 |
| СССР: Коноваленко (Третьяк, 26); Рагулин — Ромишевский, Паладьев — Лутченко, Васильев — Давыдов; Михайлов — Петров — Харламов (1), Викулов — Мишаков — Фирсов, Мальцев — Старшинов (1) — Никитин.                                |                                                    |                                        |
| №275 22.03.70. | Стокгольм. СССР — Финляндия — 16:1 (5:0, 8:0, 3:1) | Чемпионат мира по хоккею с шайбой 1970 |
| СССР: Коноваленко (Третьяк, 41); Рагулин — Ромишевский, Паладьев — Лутченко, Никитин — Давыдов; Михайлов (3) — Петров (1) — Харламов (3), Викулов (1) — Полупанов (1) — Фирсов (2), Мальцев (2) — Старшинов (1) — А. Якушев (2). |                                                    |                                        |
| №276 24.03.70. | Стокгольм. СССР — ГДР — 7:1 (4:0, 0:1, 3:0)        | Чемпионат мира по хоккею с шайбой 1970 |
| СССР: Коноваленко (Третьяк, 41); Рагулин — Ромишевский, Паладьев — Лутченко, Васильев — Давыдов; Михайлов (1) — Петров — Харламов (1), Викулов — Мишаков (2) — Фирсов (1), Мальцев — Старшинов (1) — А. Якушев (1).              |                                                    |                                        |
| №277 25.03.70. | Стокгольм. СССР — Польша — 11:0 (3:0, 6:0, 2:0)    | Чемпионат мира по хоккею с шайбой 1970 |
| СССР: Третьяк; Рагулин — Васильев, Паладьев — Лутченко, Никитин — Давыдов; Викулов — Полупанов (2) — Мишаков (1), Михайлов (2) — Петров — Харламов (1), Мальцев (4) — Шадрин (1) — А. Якушев.                                    |                                                    |                                        |
| №278 27.03.70. | Стокгольм. СССР — ЧССР — 5:1 (2:0, 2:0, 1:1)       | Чемпионат мира по хоккею с шайбой 1970 |
| СССР: Коноваленко; Рагулин — Ромишевский, Паладьев — Лутченко, Никитин — Давыдов; Викулов (2) — Полупанов — Фирсов (1), Михайлов — Петров (1) — Харламов, Мальцев — Старшинов (1) — А. Якушев.                                   |                                                    |                                        |
| №279 30.03.70. | Стокгольм. СССР — Швеция — 3:1 (0:0, 2:1, 1:0)     | Чемпионат мира по хоккею с шайбой 1970 |
| СССР: Коноваленко; Рагулин — Ромишевский, Паладьев — Лутченко, Никитин — Давыдов; Викулов (1) — Полупанов — Фирсов, Михайлов — Петров (1) — Харламов, Мальцев (1) — Старшинов — А. Якушев.                                       |                                                    |                                        |
| №280 06.12.70. | Москва. СССР — Финляндия — 8:3 (2:0, 3:1, 3:2)     | Приз газеты «Известия»                 |
| СССР: Третьяк; Рагулин — Лутченко, Паладьев — Ляпкин, Васильев — Давыдов; Викулов (2) — Полупанов — Фирсов (1), Зимин (1) — Старшинов — А. Сырцов, Чичурин (1) — Мальцев (2) — Белоножкин (1).                                   |                                                    |                                        |
| №281 09.12.70. | Москва. СССР — ЧССР — 1:3 (1:2, 0:1, 0:0)          | Приз газеты «Известия»                 |
| СССР: Коноваленко; Кузькин — Ромишевский, Паладьев — Ляпкин, Васильев — Давыдов; Михайлов — Петров (1) — Харламов, Зимин — Старшинов — А. Сырцов, Чичурин — Мальцев — Белоножкин, Викулов — Полупанов — Фирсов.                  |                                                    |                                        |
| №282 10.12.70. | Москва. СССР — Польша — 7:1 (5:0, 0:0, 2:1)        | Приз газеты «Известия»                 |
| СССР: Третьяк; Паладьев — Ляпкин, Кузькин — Ромишевский (1), Рагулин — Лутченко; Зимин (2) — Старшинов — А. Сырцов, Михайлов — Петров — Харламов (2), Викулов (1) — Полупанов (1) — Фирсов, Чичурин — Мальцев — Белоножкин.      |                                                    |                                        |
| №283 13.12.70. | Москва. СССР — Швеция — 4:0 (0:0, 3:0, 1:0)        | Приз газеты «Известия»                 |
| СССР: Коноваленко (Третьяк, 41); Рагулин — Лутченко, Кузькин — Ромишевский, Ляпкин — Давыдов; Викулов (1) — Старшинов — Фирсов (2), Михайлов — Петров (1) — Харламов, Чичурин — Мальцев — Белоножкин, Зимин, А. Сырцов.          |                                                    |                                        |
| №284 16.12.70. | Пардубице. СССР — ЧССР — 2:5 (1:1, 0:2, 1:2)       | Товарищеский матч                      |
| СССР: Третьяк; Рагулин — Лутченко, Кузькин — Ромишевский, Никитин — Ляпкин; Михайлов — Петров — Харламов, Зимин — Старшинов — А. Якушев, Чичурин (1) — Мальцев (1) — А. Сырцов, Викулов, Фирсов, Белоножкин.                     |                                                    |                                        |
| №285 18.12.70. | Острава. СССР — ЧССР — 6:0 (3:0, 3:0, 0:0)         | Товарищеский матч                      |
| СССР: Коноваленко (Третьяк, 51); Кузькин — Ромишевский, Рагулин — Лутченко, Никитин — Ляпкин; Михайлов — Петров (4) — Харламов, Викулов — Мишаков — Фирсов, Мальцев (1) — Старшинов — А. Якушев (1).                             |                                                    |                                        |
| №286 20.12.70. | Тампере. СССР — Финляндия — 6:4 (1:1, 4:1, 1:2)    | Товарищеский матч                      |
| СССР: Коноваленко; Рагулин — Лутченко, Никитин — Ляпкин, Кузькин — Ромишевский; Викулов — Мишаков (1) — Фирсов (1), Зимин — Старшинов — А. Якушев (1), Чичурин — Мальцев (2) — А. Сырцов, Белоножкин, Харламов (1).              |                                                    |                                        |
| №287 21.12.70. | Хельсинки. СССР — Финляндия — 10:5 (4:3, 3:2, 3:0) | Товарищеский матч                      |
| СССР: Коноваленко; Рагулин — Лутченко, Никитин — Ляпкин, Кузькин — Ромишевский (1); Викулов (1) — Мишаков (3) — Фирсов, Мальцев (2) — Старшинов — А. Сырцов (1), Михайлов (1) — Петров — Харламов (1).                           |                                                    |                                        |

## 1971
| №288 02.03.71. | Стокгольм. СССР — Швеция — 5:3 (1:1, 2:1, 2:1)    | Товарищеский матч                      |
| СССР: Коноваленко; Ляпкин — Паладьев, Цыганков — Ромишевский, Кузькин (1) — Давыдов; Зимин — Старшинов — А. Якушев, Мишаков — Мальцев — Чичурин (1), Михайлов (1) — Петров (1) — Харламов (1), Викулов.                                             |                                                   |                                        |
| №289 04.03.71. | Евле. СССР — Швеция — 2:4 (1:1, 0:2, 1:1)         | Товарищеский матч                      |
| СССР: Зингер; Рагулин — Лутченко, Кузькин — Давыдов, Ляпкин — Цыганков; Викулов — Мальцев — Фирсов, Михайлов — Петров — Харламов (2), Зимин — Старшинов — А. Якушев, Чичурин.                                                                       |                                                   |                                        |
| №290 07.03.71. | Тампере. СССР — Финляндия — 6:0 (3:0, 2:0, 1:0)   | Товарищеский матч                      |
| СССР: Зингер; Рагулин — Лутченко, Кузькин — Давыдов, Ляпкин — Цыганков, Ромишевский; Викулов (2) — Мальцев (1) — Фирсов (1), Зимин — Старшинов (1) — А. Якушев, Михайлов — Петров — Харламов, Моисеев (1).                                          |                                                   |                                        |
| №291 08.03.71. | Хельсинки. СССР — Финляндия — 9:2 (1:0, 6:1, 2:1) | Товарищеский матч                      |
| СССР: Коноваленко (Зингер, 31); Рагулин — Лутченко, Кузькин — Давыдов, Ляпкин — Цыганков, Паладьев; Михайлов — Петров (3) — Харламов (3), Мальцев — Старшинов (2) — А. Якушев (1), Викулов — Фирсов — Моисеев.                                      |                                                   |                                        |
| №292 19.03.71. | Берн. СССР — ФРГ — 11:2 (2:2, 3:0, 6:0)           | Чемпионат мира по хоккею с шайбой 1971 |
| СССР: Коноваленко (Третьяк, 31); Рагулин — Лутченко, Кузькин — Ляпкин, Цыганков — Ромишевский; Викулов (2) — Мальцев (1) — Фирсов (1), Мишаков (3) — Петров (2) — Харламов, Мартынюк (1) — Старшинов — Зимин (1).                                   |                                                   |                                        |
| №293 21.03.71. | Берн. СССР — Финляндия — 8:1 (1:1, 2:0, 5:0)      | Чемпионат мира по хоккею с шайбой 1971 |
| СССР: Третьяк; Рагулин — Лутченко, Кузькин — Давыдов (1), Цыганков — Ромишевский; Викулов (1) — Мальцев (2) — Фирсов (1), Михайлов (1) — Петров (2) — Харламов, Мишаков — Старшинов — Зимин.                                                        |                                                   |                                        |
| №294 22.03.71. | Берн. СССР — США — 10:2 (1:0, 7:1, 2:1)           | Чемпионат мира по хоккею с шайбой 1971 |
| СССР: Коноваленко; Кузькин — Давыдов, Рагулин — Лутченко (1), Цыганков — Ромишевский; Викулов (2) — Мальцев (1) — Фирсов (1), Михайлов — Петров — Харламов (1), Мартынюк — Старшинов (2) — Мишаков (2).                                             |                                                   |                                        |
| №295 24.03.71. | Берн. СССР — ЧССР — 3:3 (1:1, 1:1, 1:1)           | Чемпионат мира по хоккею с шайбой 1971 |
| СССР: Коноваленко; Рагулин — Лутченко, Кузькин — Давыдов, Цыганков — Ромишевский; Викулов — Мальцев — Фирсов (1), Михайлов — Петров (1) — Харламов, Мартынюк (1) — Старшинов — Мишаков.                                                             |                                                   |                                        |
| №296 26.03.71. | Берн. СССР — Швеция — 8:0 (4:0, 1:0, 3:0)         | Чемпионат мира по хоккею с шайбой 1971 |
| СССР: Коноваленко; Рагулин — Лутченко, Кузькин — Давыдов, Цыганков — Ромишевский; Викулов — Мальцев — Фирсов (4), Михайлов (2) — Петров (1) — Харламов, Мартынюк — Старшинов (1) — Зимин.                                                           |                                                   |                                        |
| №297 27.03.71. | Женева. СССР — ФРГ — 12:2 (1:1, 7:0, 4:1)         | Чемпионат мира по хоккею с шайбой 1971 |
| СССР: Третьяк; Рагулин — Лутченко (1), Кузькин — Давыдов, Цыганков — Ляпкин; Викулов (1) — Мальцев (2) — Фирсов (1), Михайлов (1) — Петров — Харламов (2), Мартынюк — Шадрин (3) — Зимин (1).                                                       |                                                   |                                        |
| №298 29.03.71. | Женева. СССР — Финляндия — 10:1 (5:1, 1:0, 4:0)   | Чемпионат мира по хоккею с шайбой 1971 |
| СССР: Коноваленко (Третьяк, 30); Рагулин (1) — Лутченко, Кузькин — Давыдов, Цыганков — Ромишевский; Викулов — Мальцев (2) — Фирсов (1), Михайлов (1) — Петров (1) — Харламов, Мартынюк (1) — Старшинов (1) — Шадрин (2).                            |                                                   |                                        |
| №299 30.03.71. | Женева. СССР — США — 7:5 (1:1, 5:2, 1:2)          | Чемпионат мира по хоккею с шайбой 1971 |
| СССР: Коноваленко; Рагулин — Лутченко, Цыганков — Ромишевский (1), Кузькин (1) — Давыдов; Михайлов (1) — Мишаков (1) — Харламов, Мартынюк (1) — Старшинов — Шадрин (1), Викулов — Мальцев (1) — Фирсов.                                             |                                                   |                                        |
| №300 01.04.71. | Женева. СССР — ЧССР — 2:5 (1:1, 1:1, 0:3)         | Чемпионат мира по хоккею с шайбой 1971 |
| СССР: Коноваленко; Рагулин — Лутченко, Кузькин — Давыдов, Цыганков; Викулов — Мальцев (1) — Фирсов, Михайлов — Петров — Харламов (1), Мартынюк — Старшинов — Шадрин, Мишаков.                                                                       |                                                   |                                        |
| №301 03.04.71. | Женева. СССР — Швеция — 6:3 (2:1, 0:2, 4:0)       | Чемпионат мира по хоккею с шайбой 1971 |
| СССР: Третьяк; Рагулин — Лутченко (1), Кузькин (1) — Давыдов, Цыганков — Ромишевский; Викулов — Мальцев — Фирсов (1), Михайлов (1) — Петров (1) — Харламов (1), Мартынюк — Старшинов — Шадрин.                                                      |                                                   |                                        |
| №302 24.09.71. | Дюссельдорф. СССР — ФРГ — 9:4 (4:0, 3:1, 2:3)     | Товарищеский матч                      |
| СССР: Третьяк; Цыганков — Ромишевский, Кузькин — Лутченко, Васильев — Давыдов; Михайлов (1) — Петров (1) — Харламов (3), Викулов (3) — Мальцев — Фирсов (1), Зимин — Старшинов — Мишаков.                                                           |                                                   |                                        |
| №303 26.09.71. | Дюссельдорф. СССР — ФРГ — 14:1 (1:1, 9:0, 4:0)    | Товарищеский матч                      |
| СССР: Зингер; Цыганков (1) — Ромишевский, Кузькин — Лутченко (1), Рагулин — Гусев; Михайлов — Петров (4) — Харламов, Викулов (3) — Фирсов (2) — Мальцев (1), Зимин (1) — Старшинов (1) — Мишаков, Мотовилов.                                        |                                                   |                                        |
| №304 17.12.71. | Москва. СССР — Финляндия — 2:4 (0:3, 2:0, 0:1)    | Приз газеты «Известия»                 |
| СССР: Коноваленко (Третьяк, 21); Цыганков — Ромишевский, Кузькин — Лутченко, Васильев — Давыдов, Ляпкин; Викулов (2) — Фирсов — Харламов, Михайлов — Петров — Ю. Блинов, Мотовилов — Мальцев — Зимин, Мартынюк, Шадрин.                             |                                                   |                                        |
| №305 18.12.71. | Москва. СССР — ЧССР — 5:2 (1:0, 3:1, 1:1)         | Приз газеты «Известия»                 |
| СССР: Третьяк; Цыганков — Ромишевский, Кузькин — Лутченко, Васильев — Давыдов; Викулов (1) — Фирсов (1) — Харламов (1), Михайлов — Петров — Ю. Блинов (1), Мартынюк — Шадрин — Зимин, Мальцев (1).                                                  |                                                   |                                        |
| 20.12.71. | Москва. СССР — Швеция — 12:1 (4:0, 5:0, 3:1)      | Приз газеты «Известия»                 |
| СССР: Третьяк (Коноваленко, 41); Цыганков — Ромишевский, Кузькин — Лутченко, Васильев — Давыдов, Ляпкин (1); Викулов (2) — Фирсов — Харламов (2), Михайлов (2) — Петров (1) — Ю. Блинов (1), Мартынюк (2) — Шадрин — Зимин, Мальцев (1), Мотовилов. |                                                   |                                        |
| №306 21.12.71. | Москва. СССР — ЧССР — 1:3 (1:1, 0:2, 0:0)         | Товарищеский матч                      |
| СССР: Коноваленко; Кузькин — Лутченко, Васильев — Давыдов, Цыганков — Ляпкин, Ромишевский; Михайлов — Петров — Ю. Блинов, Мотовилов — Мальцев — Харламов, Мартынюк — Шадрин (1) — Зимин, Викулов, Фирсов.                                           |                                                   |                                        |

## 1972
| №307 20.01.72. | Хельсинки. СССР — Финляндия — 8:1 (3:1, 2:0, 3:0)      | Товарищеский матч                      |
| СССР: Третьяк; Кузькин — Лутченко, Васильев — Давыдов, Ромишевский — Орлов; Михайлов — Петров — Ю. Блинов (2), Мишаков — Мальцев (2) — Мотовилов, Зимин (1) — Шадрин (1) — А. Якушев (2).                                                            |                                                        |                                        |
| №308 21.01.72. | Тампере. СССР — Финляндия — 7:2 (3:1, 1:1, 3:0)        | Товарищеский матч                      |
| СССР: Пашков; Рагулин — Цыганков, Васильев (1) — Давыдов, Ромишевский — Орлов; Викулов (2) — Фирсов (1) — Харламов (1), Мишаков — Мальцев — Мотовилов, Зимин (1) — Шадрин — А. Якушев (1).                                                           |                                                        |                                        |
| №309 23.01.72. | Гётеборг. СССР — Швеция — 7:4 (3:0, 3:2, 1:2)          | Товарищеский матч                      |
| СССР: Третьяк; Цыганков (1) — Рагулин, Кузькин — Лутченко, Васильев — Давыдов; Мальцев — Фирсов — Харламов (1), Михайлов — Петров — Ю. Блинов (3), Зимин — Шадрин — А. Якушев (2).                                                                   |                                                        |                                        |
| №310 24.01.72. | Стокгольм. СССР — Швеция — 3:4 (0:1, 2:2, 1:1)         | Товарищеский матч                      |
| СССР: Пашков; Цыганков — Рагулин, Кузькин — Ромишевский, Васильев — Давыдов, Лутченко; Викулов — Фирсов (1) — Харламов (1), Мишаков — Петров — Ю. Блинов, Зимин — Мальцев — А. Якушев, Михайлов (1).                                                 |                                                        |                                        |
| №311 01.02.72. | Саппоро. СССР — ФРГ — 14:1 (7:1, 5:0, 2:0)             | Товарищеский матч                      |
| СССР: Третьяк (Пашков, 41); Рагулин — Цыганков, Кузькин — Лутченко (1), Васильев — Давыдов, Ромишевский; Викулов — Фирсов (4) — Харламов, Михайлов (1) — Петров (2) — Ю. Блинов, Мальцев (1) — Шадрин (3) — А. Якушев (1), Мишаков (1), Зимин.       |                                                        |                                        |
| №312 05.02.72. | Саппоро. СССР — Финляндия — 9:3 (3:2, 3:1, 3:0)        | Олимпийские игры 1972                  |
| СССР: Третьяк; Рагулин — Цыганков (1), Кузькин — Лутченко, Васильев — Давыдов; Викулов (2) — Фирсов — Харламов (3), Михайлов — Петров — Ю. Блинов (1), Мальцев (2) — Шадрин — А. Якушев.                                                             |                                                        |                                        |
| №313 07.02.72. | Саппоро. СССР — Швеция — 3:3 (1:0, 1:0, 1:3)           | Олимпийские игры 1972                  |
| СССР: Третьяк; Рагулин — Цыганков, Лутченко — Ромишевский, Кузькин — Давыдов; Викулов — Фирсов (1) — Харламов (2), Мишаков — Петров — Ю. Блинов, Мальцев — Шадрин — А. Якушев.                                                                       |                                                        |                                        |
| №314 09.02.72. | Саппоро. СССР — США — 7:2 (2:0, 3:0, 2:2)              | Олимпийские игры 1972                  |
| СССР: Третьяк; Рагулин — Цыганков (1), Лутченко — Ромишевский, Кузькин — Давыдов; Викулов (1) — Фирсов — Харламов (1), Мишаков — Петров — Ю. Блинов (1), Зимин (1) — Мальцев (2) — А. Якушев.                                                        |                                                        |                                        |
| №315 10.02.72. | Саппоро. СССР — Польша — 9:3 (4:0, 4:2, 1:1)           | Олимпийские игры 1972                  |
| СССР: Пашков; Рагулин — Цыганков (1), Лутченко — Ромишевский, Васильев — Кузькин (1); Викулов (2) — Фирсов — Харламов (3), Михайлов (1) — Мишаков — Ю. Блинов, Мальцев — Шадрин (1) — А. Якушев.                                                     |                                                        |                                        |
| №316 13.02.72. | Саппоро. СССР — ЧССР — 5:2 (2:0, 2:1, 1:1)             | Олимпийские игры 1972                  |
| СССР: Третьяк; Рагулин — Цыганков, Лутченко — Ромишевский, Кузькин — Давыдов; Викулов — Фирсов (1) — Харламов, Михайлов (1) — Петров — Ю. Блинов (1), Мальцев — Мишаков (2) — А. Якушев.                                                             |                                                        |                                        |
| №317 15.02.72. | Токио. СССР — Польша — 10:0 (3:0, 3:0, 4:0)            | Товарищеский матч                      |
| СССР: Пашков; Рагулин — Цыганков (1), Лутченко — Ромишевский, Кузькин — Давыдов, Васильев; Викулов (1) — Фирсов — Харламов (1), Мишаков (1) — Петров — Ю. Блинов (2), Мальцев (1) — Шадрин — А. Якушев (1), Зимин (2).                               |                                                        |                                        |
| №318 16.02.72. | Токио. СССР — Япония — 9:5 (2:2, 3:1, 4:2)             | Товарищеский матч                      |
| СССР: Пашков; Рагулин — Цыганков, Лутченко — Ромишевский, Кузькин — Давыдов, Васильев; Викулов (2) — Фирсов (1) — Харламов (1), Мишаков (1) — Петров (1) — Ю. Блинов, Мальцев (1) — Шадрин (1) — А. Якушев, Зимин (1).                               |                                                        |                                        |
| №319 12.03.72. | Фюссен. СССР — ФРГ — 10:1 (3:0, 1:0, 6:1)              | Товарищеский матч                      |
| СССР: Третьяк (Шеповалов, 41); Рагулин — Цыганков, Кузькин (1) — Гусев (2), Лутченко — Ромишевский, Васильев; Викулов — Мальцев — Харламов (3), Михайлов — Петров — Анисин, Мартынюк (1) — Шадрин (2) — А. Якушев, В. Солодухин, Мишаков (1).        |                                                        |                                        |
| №320 14.03.72. | Гармиш-Партенкирхен. СССР — ФРГ — 17:0 (4:0, 8:0, 5:0) | Товарищеский матч                      |
| СССР: Третьяк (Шеповалов, 41); Рагулин (1) — Цыганков, Кузькин — Гусев, Лутченко — Ляпкин, Васильев; Викулов (1) — Мальцев (1) — Харламов (3), Михайлов (1) — Петров — Анисин (3), Мартынюк — Шадрин (1) — А. Якушев (3), В. Солодухин (3), Мишаков. |                                                        |                                        |
| №321 15.03.72. | Ландсхут. СССР — ФРГ — 9:1 (3:0, 3:0, 3:1)             | Товарищеский матч                      |
| СССР: Шеповалов (Третьяк, 41); Рагулин — Цыганков (1), Лутченко — Гусев, Васильев — Ляпкин (1); Викулов (1) — Мальцев (1) — Харламов (2), Мартынюк — Мишаков — Анисин, В. Солодухин (2), Шадрин — А. Якушев (1), Ю. Блинов.                          |                                                        |                                        |
| №322 28.03.72. | Тампере. СССР — Финляндия — 3:1 (2:0, 0:0, 1:1)        | Товарищеский матч                      |
| СССР: Третьяк; Рагулин — Цыганков, Кузькин — Гусев, Лутченко — Ромишевский; Викулов (1) — Мальцев — Харламов, Михайлов (1) — Петров — Ю. Блинов, В. Солодухин (1) — Шадрин — А. Якушев.                                                              |                                                        |                                        |
| №323 29.03.72. | Хельсинки. СССР — Финляндия — 5:3 (3:1, 0:1, 2:1)      | Товарищеский матч                      |
| СССР: Шеповалов; Цыганков (1) — Кузькин, Гусев — Лутченко, Васильев — Паладьев; Викулов — Мальцев(2) — Харламов, Михайлов (1) — Петров (1) — Ю. Блинов, В. Солодухин — Мишаков — Анисин.                                                             |                                                        |                                        |
| №324 31.03.72. | Стокгольм. СССР — Швеция — 5:4 (1:2, 2:2, 2:0)         | Товарищеский матч                      |
| СССР: Третьяк; Рагулин — Цыганков, Кузькин — Гусев, Васильев — Ромишевский; Викулов (1) — Мальцев (2) — Харламов, Михайлов — Петров — Ю. Блинов (1), В. Солодухин (1) — Шадрин — А. Якушев, Мишаков.                                                 |                                                        |                                        |
| №325 01.04.72. | Стокгольм. СССР — Швеция — 9:4 (5:0, 1:3, 3:1)         | Товарищеский матч                      |
| СССР: Третьяк; Рагулин — Цыганков, Кузькин — Гусев, Лутченко (1) — Васильев (1), Паладьев; Викулов — Мальцев (2) — Харламов (2), Михайлов — Петров — Ю. Блинов (1), Анисин — Мишаков (1) — А. Якушев (1).                                            |                                                        |                                        |
| №326 07.04.72. | Прага. СССР — ФРГ — 11:0 (3:0, 3:0, 5:0)               | Чемпионат мира по хоккею с шайбой 1972 |
| СССР: Третьяк; Васильев — Рагулин, Кузькин — Гусев (1), Лутченко — Ромишевский; Викулов (2) — Мальцев (1) — Харламов (2), Михайлов (1) — Петров — Ю. Блинов (1), В. Солодухин (1) — Шадрин (2) — А. Якушев.                                          |                                                        |                                        |
| №327 09.04.72. | Прага. СССР — Финляндия — 10:2 (1:0, 6:2, 3:0)         | Чемпионат мира по хоккею с шайбой 1972 |
| СССР: Третьяк; Васильев — Рагулин, Кузькин — Гусев, Лутченко — Ромишевский; Викулов (2) — Мальцев (1) — Харламов (1), Михайлов (3) — Петров — Ю. Блинов, В. Солодухин (1) — Шадрин — А. Якушев (2).                                                  |                                                        |                                        |
| №328 10.04.72. | Прага. СССР — Швейцария — 10:2 (1:1, 4:1, 5:0)         | Чемпионат мира по хоккею с шайбой 1972 |
| СССР: Шеповалов; Цыганков — Рагулин, Васильев (1) — Гусев, Лутченко; Викулов — Мальцев (1) — Анисин, Михайлов — Петров (2) — Ю. Блинов, В. Солодухин (1) — Мишаков (1) — А. Якушев (4), Шадрин.                                                      |                                                        |                                        |
| №329 12.04.72. | Прага. СССР — ЧССР — 3:3 (0:2, 1:0, 2:1)               | Чемпионат мира по хоккею с шайбой 1972 |
| СССР: Третьяк; Цыганков — Рагулин, Кузькин — Гусев, Лутченко — Ромишевский; Викулов — Мальцев — Харламов, Михайлов — Петров — Ю. Блинов (1), В. Солодухин (1) — Шадрин — А. Якушев (1).                                                              |                                                        |                                        |
| №330 14.04.72. | Прага. СССР — Швеция — 11:2 (4:1, 3:1, 4:0)            | Чемпионат мира по хоккею с шайбой 1972 |
| СССР: Третьяк (Шеповалов, 51); Цыганков (1) — Рагулин, Кузькин — Гусев, Васильев — Лутченко; Викулов (3) — Мальцев — Харламов, Михайлов (2) — Петров (2) — Ю. Блинов (1), В. Солодухин — Шадрин (1) — А. Якушев (1).                                 |                                                        |                                        |
| №331 15.04.72. | Прага. СССР — ФРГ — 7:0 (4:0, 1:0, 2:0)                | Чемпионат мира по хоккею с шайбой 1972 |
| СССР: Шеповалов; Васильев (1) — Рагулин, Кузькин — Гусев, Лутченко — Ромишевский; Викулов — Мальцев (1) — Харламов, Михайлов (2) — Петров (2) — Ю. Блинов (1), Анисин — Мишаков — А. Якушев.                                                         |                                                        |                                        |
| №332 17.04.72. | Прага. СССР — Финляндия — 7:2 (2:0, 3:0, 2:2)          | Чемпионат мира по хоккею с шайбой 1972 |
| СССР: Третьяк; Цыганков (1) — Рагулин, Кузькин — Гусев, Васильев — Лутченко; Викулов — Мальцев (2) — Харламов (3), Михайлов — Петров — Ю. Блинов, В. Солодухин — Шадрин (1) — А. Якушев.                                                             |                                                        |                                        |
| №333 18.04.72. | Прага. СССР — Швейцария — 14:0 (8:0, 4:0, 2:0)         | Чемпионат мира по хоккею с шайбой 1972 |
| СССР: Третьяк (Шеповалов, 21); Цыганков — Рагулин, Кузькин — Васильев, Лутченко — Ромишевский; Викулов (4) — Мальцев (3) — Харламов, Михайлов (3) — Петров — Анисин, В. Солодухин (1) — Шадрин (1) — А. Якушев (2).                                  |                                                        |                                        |
| №334 20.04.72. | Прага. СССР — ЧССР — 2:3 (0:2, 2:1, 0:0)               | Чемпионат мира по хоккею с шайбой 1972 |
| СССР: Третьяк; Цыганков — Рагулин, Кузькин — Гусев, Лутченко — Васильев; Викулов — Мальцев (1) — Харламов (1), Михайлов — Петров — Ю. Блинов, В. Солодухин — Шадрин — А. Якушев.                                                                     |                                                        |                                        |
| №335 22.04.72. | Прага. СССР — Швеция — 3:3 (0:1, 1:2, 2:0)             | Чемпионат мира по хоккею с шайбой 1972 |
| СССР: Третьяк; Цыганков — Рагулин, Кузькин — Гусев, Лутченко — Васильев; Викулов (1) — Мальцев — Харламов (1), Михайлов — Петров — Ю. Блинов, Анисин — Шадрин — А. Якушев (1).                                                                       |                                                        |                                        |
| №336 02.09.72. | Монреаль. СССР — Канада (НХЛ) — 7:3 (2:2, 2:0, 3:1)    | Суперсерия СССР — Канада (1972)        |
| СССР: Третьяк; Цыганков — Рагулин, Кузькин — Гусев, Паладьев — Ляпкин, Лутченко; Викулов — Мальцев — Харламов (2), Михайлов (1) — Петров (1) — Ю. Блинов, Зимин (2) — Шадрин — А. Якушев (1), Мишаков.                                               |                                                        |                                        |
| №337 04.09.72. | Торонто. СССР — Канада (НХЛ) — 1:4 (0:0, 0:1, 1:3)     | Суперсерия СССР — Канада (1972)        |
| СССР: Третьяк; Цыганков — Рагулин, Кузькин — Гусев, Паладьев — Ляпкин, Лутченко; Мальцев — Старшинов — Харламов, Михайлов — Петров — Мишаков, Зимин — Шадрин — А. Якушев (1), Анисин.                                                                |                                                        |                                        |
| №338 06.09.72. | Виннипег. СССР — Канада (НХЛ) — 4:4 (1:2, 3:2, 0:0)    | Суперсерия СССР — Канада (1972)        |
| СССР: Третьяк; Цыганков — Лутченко, Кузькин — Гусев, Васильев — Шаталов; Михайлов — Мальцев — Харламов (1), В. Солодухин — Шадрин — А. Якушев, Лебедев (1) — Анисин — Бодунов (1), Петров (1), Мишаков.                                              |                                                        |                                        |
| №339 08.09.72. | Ванкувер. СССР — Канада (НХЛ) — 5:3 (2:0, 2:1, 1:2)    | Суперсерия СССР — Канада (1972)        |
| СССР: Третьяк; Цыганков — Рагулин, Кузькин — Лутченко, Васильев — Паладьев; Викулов (1) — Мальцев — Харламов, Михайлов (2) — Петров — Ю. Блинов (1), Лебедев — Анисин — Бодунов, А. Якушев, Шадрин (1).                                              |                                                        |                                        |
| №340 22.09.72. | Москва. СССР — Канада (НХЛ) — 5:4 (0:1, 0:2, 5:1)      | Суперсерия СССР — Канада (1972)        |
| СССР: Третьяк; Цыганков — Рагулин, Кузькин — Гусев (1), Лутченко — Ляпкин; Викулов (1) — Мальцев — Харламов, Михайлов — Петров — Ю. Блинов (1), Мартынюк — Шадрин (1) — А. Якушев, Мишаков, Анисин (1).                                              |                                                        |                                        |
| №341 24.09.72. | Москва. СССР — Канада (НХЛ) — 2:3 (0:0, 2:3, 0:0)      | Суперсерия СССР — Канада (1972)        |
| СССР: Третьяк; Цыганков — Рагулин, Лутченко — Ляпкин (1), Васильев — Шаталов; Викулов — Мальцев — Харламов, Волчков — Шадрин — А. Якушев (1), Лебедев — Анисин — Бодунов, Петров, Михайлов.                                                          |                                                        |                                        |
| №342 26.09.72. | Москва. СССР — Канада (НХЛ) — 3:4 (2:2, 0:0, 1:2)      | Суперсерия СССР — Канада (1972)        |
| СССР: Третьяк; Цыганков — Рагулин, Кузькин — Гусев, Лутченко — Ляпкин, Васильев; Викулов — Мишаков — Мальцев, Михайлов — Петров (1) — Ю. Блинов, Анисин — Шадрин — А. Якушев (2).                                                                    |                                                        |                                        |
| №343 28.09.72. | Москва. СССР — Канада (НХЛ) — 5:6 (2:2, 3:1, 0:3)      | Суперсерия СССР — Канада (1972)        |
| СССР: Третьяк; Васильев (1) — Ляпкин, Цыганков — Лутченко (1), Кузькин — Гусев; Анисин — Шадрин (1) — А. Якушев (2), Викулов — Мальцев — Харламов, Михайлов — Петров — Ю. Блинов, Мишаков.                                                           |                                                        |                                        |
| №344 04.11.72. | Тампере. СССР — Финляндия — 4:1 (4:1, 0:0, 0:0)        | Товарищеский матч                      |
| СССР: Третьяк (Сидельников, 21); Васильев — Ляпкин, Кузькин — Гусев, Лутченко — Цыганков; А. Якушев (1) — Шадрин — Харламов, Михайлов — Петров — Ю. Блинов (1), Лебедев — Анисин (1) — Бодунов (1).                                                  |                                                        |                                        |
| №345 05.11.72. | Хельсинки. СССР — Финляндия — 4:1 (0:0, 3:0, 1:1)      | Товарищеский матч                      |
| СССР: Сидельников; Васильев — Ляпкин, Рагулин — Гусев, Лутченко (1) — Шаталов, Цыганков; Шалимов — Шадрин — А. Якушев (1), Михайлов (1) — Петров — Харламов, Лебедев — Анисин (1), Бодунов, Ю. Блинов, Капустин.                                     |                                                        |                                        |
| №346 17.12.72. | Москва. СССР — Польша — 5:1 (2:1, 2:0, 1:0)            | Приз газеты «Известия»                 |
| СССР: Сидельников; Кузькин — Гусев, Васильев — Ляпкин, Лутченко — Орлов; Михайлов — Петров (2) — Харламов, Мальцев (1) — Шадрин — А. Якушев, Лебедев — Анисин (1) — Бодунов (1), Викулов — Глазов — Ю. Блинов.                                       |                                                        |                                        |
| №347 18.12.72. | Москва. СССР — Финляндия — 11:3 (6:0, 3:1, 2:2)        | Приз газеты «Известия»                 |
| СССР: Третьяк (Сидельников, 41); Лутченко — Гусев (1), Васильев (1) — Ляпкин, Цыганков — Рагулин, Орлов; Михайлов (1) — Петров (2) — Харламов (3), Мальцев (1) — Шадрин (1) — А. Якушев (1), Лебедев — Анисин — Бодунов, Глазов.                     |                                                        |                                        |
| №348 21.12.72. | Москва. СССР — Швеция — 10:2 (5:1, 2:0, 3:1)           | Приз газеты «Известия»                 |
| СССР: Третьяк; Кузькин — Гусев, Васильев (1) — Ляпкин, Лутченко — Рагулин, Цыганков; Михайлов (2) — Петров — Харламов, Мальцев (4) — Шадрин (1) — А. Якушев (1), Лебедев — Анисин — Бодунов (1), Викулов, Глазов.                                    |                                                        |                                        |
| №349 23.12.72. | Москва. СССР — ЧССР — 8:4 (1:1, 4:3, 3:0)              | Приз газеты «Известия»                 |
| СССР: Третьяк; Кузькин — Гусев (1), Васильев — Ляпкин, Лутченко — Рагулин, Цыганков; Михайлов — Петров (1) — Харламов (2), Мальцев (1) — Шадрин — А. Якушев (2), Лебедев — Анисин (1) — Бодунов.                                                     |                                                        |                                        |

## 1973
| 02.01.73. | Колорадо-Спрингс. СССР (сб. кл. Москвы) — Канада — 12:3 (6:0, 3:2, 3:1) | Товарищеский матч                      |
| СССР: Третьяк (Сидельников); Кузькин — Гусев, Васильев (1) — Ляпкин, Рагулин — Лутченко, Цыганков, Орлов (1); Михайлов (1) — Петров (2) — Харламов (2), Мальцев (1) — Шадрин — А. Якушев, Лебедев — Анисин (1) — Бодунов, Викулов (2), Глазов (1). ’’’Тренеры: В. Бобров и Б. Кулагин. |                                                                         |                                        |
| 04.01.73. | Колорадо-Спрингс. СССР (сб. кл. Москвы) — США — 13:3 (5:0, 3:1, 5:2)    | Товарищеский матч                      |
| СССР: Третьяк (Сидельников); Кузькин — Гусев, Васильев — Ляпкин, Рагулин — Лутченко, Цыганков, Орлов; Михайлов (2) — Петров (3) — Харламов (2), Мальцев (1) — Шадрин — А. Якушев (1), Лебедев (2) — Анисин — Бодунов (1), Викулов (1), Глазов. ’’’Тренеры: В. Бобров и Б. Кулагин.     |                                                                         |                                        |
| №350 17.03.73. | Тампере. СССР — Финляндия — 5:1 (1:0, 3:0, 1:1)                         | Товарищеский матч                      |
| СССР: Третьяк; Васильев — Гусев, Паладьев — Ляпкин, Лутченко — Цыганков; Михайлов (1) — Петров (1) — Харламов, Мартынюк (1) — Мальцев (1) — А. Якушев (1), Лебедев — Анисин — Бодунов, Шадрин, Викулов.                                                                                |                                                                         |                                        |
| №351 18.03.73. | Хельсинки. СССР — Финляндия — 5:2 (2:1, 3:0, 0:1)                       | Товарищеский матч                      |
| СССР: Сидельников; Васильев — Гусев, Рагулин — Шаталов, Цыганков — Лутченко; Викулов (1) — Петров — Харламов, Мартынюк — Шадрин — А. Якушев, Бодунов (2) — Анисин — Мальцев (2). |                                                                         |                                        |
| №352 21.03.73. | Стокгольм. СССР — Швеция — 9:4 (4:1, 4:0, 1:3)                          | Товарищеский матч                      |
| СССР: Третьяк; Васильев (1) — Гусев, Паладьев (1) — Ляпкин, Цыганков — Лутченко; Михайлов (2) — Петров (2) — Харламов, Мальцев (1) — Шадрин — А. Якушев (2), Лебедев — Анисин — Бодунов.                                                                                               |                                                                         |                                        |
| №353 22.03.73. | Евле. СССР — Швеция — 3:4 (1:0, 0:2, 2:2)                               | Товарищеский матч                      |
| СССР: Сидельников; Паладьев (1) — Ляпкин, Рагулин — Васильев, Цыганков — Лутченко, Гусев; Михайлов — Петров (1) — Харламов, Мартынюк — Шадрин — А. Якушев, Анисин — Бодунов — Мальцев (1), Лебедев.                                                                                    |                                                                         |                                        |
| №354 31.03.73. | Москва. СССР — ФРГ — 17:1 (7:1, 8:0, 4:0)                               | Чемпионат мира по хоккею с шайбой 1973 |
| СССР: Третьяк; Васильев — Гусев (1), Паладьев — Ляпкин, Лутченко — Цыганков, Рагулин; Михайлов (3) — Петров (2) — Харламов (1), Мартынюк (1) — Шадрин — А. Якушев (3), Лебедев (1) — Мальцев (3) — Бодунов (1), Волчков (1).                                                           |                                                                         |                                        |
| №355 02.04.73. | Москва. СССР — Финляндия — 8:2 (3:0, 1:2, 4:0)                          | Чемпионат мира по хоккею с шайбой 1973 |
| СССР: Сидельников; Васильев — Гусев (1), Паладьев — Ляпкин, Лутченко — Цыганков; Михайлов (1) — Петров (1) — Харламов (1), Мартынюк (2) — Шадрин (1) — А. Якушев, Мальцев — Анисин (1) — Бодунов, Волчков.                                                                             |                                                                         |                                        |
| №356 03.04.73. | Москва. СССР — Польша — 9:3 (2:1, 4:1, 3:1)                             | Чемпионат мира по хоккею с шайбой 1973 |
| СССР: Третьяк; Васильев — Гусев (1), Паладьев — Рагулин, Цыганков — Лутченко; Михайлов (1) — Петров (2) — Харламов (1), Мартынюк — Шадрин (1) — А. Якушев (1), Волчков — Анисин (1) — Бодунов (1), Мальцев.                                                                            |                                                                         |                                        |
| №357 05.04.73. | Москва. СССР — ЧССР — 3:2 (1:1, 1:0, 1:1)                               | Чемпионат мира по хоккею с шайбой 1973 |
| СССР: Третьяк; Васильев — Гусев, Паладьев — Ляпкин, Цыганков — Лутченко; Михайлов — Петров — Харламов (1), Мальцев — Шадрин — А. Якушев, Волчков (1) — Анисин — Бодунов (1), Мартынюк.                                                                                                 |                                                                         |                                        |
| №358 07.04.73. | Москва. СССР — Швеция — 6:1 (4:0, 2:1, 0:0)                             | Чемпионат мира по хоккею с шайбой 1973 |
| СССР: Третьяк; Васильев — Гусев, Рагулин — Ляпкин, Цыганков — Лутченко; Михайлов (1) — Петров (2) — Харламов (1), Мальцев — Шадрин — А. Якушев, Волчков (1) — Анисин — Бодунов (1), Мартынюк.                                                                                          |                                                                         |                                        |
| №359 08.04.73. | Москва. СССР — ФРГ — 18:2 (9:1, 2:0, 7:1)                               | Чемпионат мира по хоккею с шайбой 1973 |
| СССР: Сидельников; Васильев — Гусев (2), Паладьев — Рагулин, Цыганков — Лутченко (1); Михайлов — Петров (2) — Харламов (1), Мартынюк (8) — Шадрин — А. Якушев (2), Лебедев (1) — Анисин (1) — Бодунов, Волчков.                                                                        |                                                                         |                                        |
| №360 10.04.73. | Москва. СССР — Финляндия — 9:1 (3:0, 3:1, 3:0)                          | Чемпионат мира по хоккею с шайбой 1973 |
| СССР: Третьяк; Васильев — Гусев, Паладьев — Ляпкин, Цыганков — Лутченко; Михайлов — Петров (3) — Харламов, Мартынюк (1) — Шадрин (1) — А. Якушев (1), Мальцев (1) — Анисин (1) — Бодунов (1), Волчков, Лебедев.                                                                        |                                                                         |                                        |
| №361 11.04.73. | Москва. СССР — Польша — 20:0 (6:0, 5:0, 9:0)                            | Чемпионат мира по хоккею с шайбой 1973 |
| СССР: Сидельников; Васильев — Гусев, Паладьев — Ляпкин, Цыганков — Рагулин; Михайлов (7) — Петров (5) — Харламов (2), Мальцев (1) — Шадрин — Мартынюк, Волчков — Анисин (2) — Бодунов (2), А. Якушев (1).                                                                              |                                                                         |                                        |
| №362 13.04.73. | Москва. СССР — ЧССР — 4:2 (2:1, 1:0, 1:1)                               | Чемпионат мира по хоккею с шайбой 1973 |
| СССР: Третьяк; Васильев — Гусев, Цыганков — Лутченко, Паладьев — Ляпкин, Рагулин; Михайлов (2) — Петров — Харламов (1), Мальцев — Шадрин — А. Якушев (1), Волчков — Анисин — Бодунов, Мартынюк.                                                                                        |                                                                         |                                        |
| №363 15.04.73. | Москва. СССР — Швеция — 6:4 (2:1, 2:2, 2:1)                             | Чемпионат мира по хоккею с шайбой 1973 |
| СССР: Третьяк; Васильев — Гусев (2), Цыганков — Рагулин, Лутченко — Ляпкин; Михайлов (1) — Петров (1) — Харламов, Мартынюк — Мальцев (2) — А. Якушев, Лебедев — Анисин — Бодунов, Волчков.                                                                                             |                                                                         |                                        |
| №364 03.11.73. | Тампере. СССР — Финляндия — 4:4 (2:1, 0:1, 2:2)                         | Товарищеский матч                      |
| СССР: Третьяк; Васильев — Волченков, Кузнецов — Ляпкин, Лутченко — Цыганков; Михайлов (2) — Петров — Харламов, Мальцев — Шадрин — А. Якушев, Климов (1) — Анисин — Бодунов (1). |                                                                         |                                        |
| №365 04.11.73. | Хельсинки. СССР — Финляндия — 7:1 (1:0, 4:1, 2:0)                       | Товарищеский матч                      |
| СССР: Сидельников; Васильев (1) — Волченков, А. Филиппов — Шаталов, Лутченко (1) — Цыганков; Михайлов — Мальцев (2) — Харламов (1), Мартынюк — Шадрин (1) — А. Якушев, Лебедев — Анисин (1) — Репнев, Бодунов.                                                                         |                                                                         |                                        |
| №366 27.11.73. | Вайсвассер. СССР — ГДР — 6:1 (1:0, 3:0, 2:1)                            | Товарищеский матч                      |
| СССР: Третьяк; Васильев — Волченков, Лутченко — Ляпкин, Кузнецов — Шаталов; Михайлов — Петров (1) — Харламов, Мальцев (2) — Шадрин — А. Якушев (2), Климов — Анисин — Волчков (1), Бодунов, Лебедев, Репнев.                                                                           |                                                                         |                                        |
| №367 28.11.73. | Берлин. СССР — ГДР — 5:1 (1:1, 1:0, 3:0)                                | Товарищеский матч                      |
| СССР: Сидельников; Васильев — Волченков, Лутченко (1) — Ляпкин, Кузнецов — А. Филиппов; Михайлов — Петров — Мальцев (1), Мартынюк — Шадрин — А. Якушев (2), Лебедев — Анисин — Бодунов (1).                                                                                            |                                                                         |                                        |
| №368 16.12.73. | Москва. СССР — Швеция — 8:3 (3:1, 2:1, 3:1)                             | Приз газеты «Известия»                 |
| СССР: Третьяк; Васильев (1) — Гусев (1), Лутченко — Ляпкин, Цыганков — Кузнецов; Михайлов (3) — Петров — Харламов (1), Мальцев — Шадрин — А. Якушев, Лебедев — Анисин — Бодунов (1), Волчков (1), Климов.                                                                              |                                                                         |                                        |
| №369 17.12.73. | Москва. СССР — Польша — 10:1 (4:0, 5:1, 1:0)                            | Приз газеты «Известия»                 |
| СССР: Сидельников; Васильев — Гусев, Лутченко — Волченков, Цыганков — Кузнецов, Шаталов; Михайлов (1) — Петров (1) — Харламов (1), Мартынюк (1) — Мальцев (3) — А. Якушев (1), Волчков — Лебедев (2) — Бодунов, Климов.                                                                |                                                                         |                                        |
| №370 19.12.73. | Москва. СССР — Финляндия — 7:0 (3:0, 3:0, 1:0)                          | Приз газеты «Известия»                 |
| СССР: Третьяк; Васильев — Гусев, Лутченко (1) — Ляпкин, Цыганков — Кузнецов, Шаталов; Михайлов — Петров, Харламов, Волчков (1) — Мальцев — А. Якушев (2), Лебедев — Анисин (2) — Бодунов (1), Мартынюк, Климов.                                                                        |                                                                         |                                        |
| №371 21.12.73. | Москва. СССР — ЧССР — 7:1 (0:1, 3:0, 4:0)                               | Приз газеты «Известия»                 |
| СССР: Третьяк; Васильев (1) — Гусев, Лутченко — Ляпкин, Цыганков — Кузнецов; Михайлов — Петров (3) — Харламов (1), Волчков — Мальцев (1) — А. Якушев, Лебедев (1) — Анисин — Бодунов, Шадрин.                                                                                          |                                                                         |                                        |

## 1974
| №372 10.03.74. | Прага. СССР — ЧССР — 5:7 (1:5, 2:1, 2:1) | Товарищеский матч                      |
| СССР: Сидельников; Васильев — Гусев, Лутченко — Цыганков, Кузнецов — Шаталов; Михайлов (1) — Петров — Харламов, Лебедев — Анисин (1) — Бодунов, Котов (1) — Репнев — Капустин (2).                                                               | |                                        |
| №373 12.03.74. | Прага. СССР — ЧССР — 4:3 (0:2, 1:0, 3:1) | Товарищеский матч                      |
| СССР: Третьяк; Васильев — Гусев, Лутченко (1) — Ляпкин, Цыганков — Кузнецов; Михайлов — Петров — Харламов, Мальцев (2) — Шадрин — А. Якушев (1), Котов — Репнев — Капустин, Климов, Волчков.                                                     | |                                        |
| №374 19.03.74. | Пори. СССР — Финляндия — 11:2 (3:1, 4:0, 4:1) | Товарищеский матч                      |
| СССР: Третьяк (Сидельников, 31); Васильев — Гусев, Лутченко — Ляпкин (1), Цыганков — Кузнецов; Михайлов (1) — Петров (1) — Харламов (2), Мальцев (3) — Шадрин (1) — А. Якушев (1), Бодунов (1) — Анисин — Капустин, Волчков, Репнев.             | |                                        |
| №375 20.03.74. | Тампере. СССР — Финляндия — 4:4 (2:1, 2:2, 0:1) | Товарищеский матч                      |
| СССР: Сидельников (Третьяк, 33); Васильев — Гусев, Цыганков — Кузнецов, Лутченко — Ляпкин; Михайлов (1) — Петров (2) — Харламов, Капустин (1) — Анисин — Бодунов, Мальцев — Шадрин — А. Якушев, Репнев, Волчков.                                 | |                                        |
| №376 27.03.74. | Гётеборг. СССР — Швеция — 7:2 (3:1, 2:0, 2:1) | Товарищеский матч                      |
| СССР: Третьяк; Васильев — Гусев, Ляпкин — Лутченко, Цыганков — Кузнецов, Шаталов; Михайлов — Петров (2) — Харламов, Мальцев (1) — Шадрин (1) — А. Якушев (2), Лебедев — Анисин — Бодунов (1), Капустин, Репнев.                                  | |                                        |
| №377 29.03.74. | Стокгольм. СССР — Швеция — 1:1 (0:0, 1:1, 0:0) | Товарищеский матч                      |
| СССР: Третьяк; Васильев — Гусев, Ляпкин — Лутченко, Цыганков — Кузнецов; Михайлов — Петров — Харламов, Мальцев (1) — Шадрин — А. Якушев, Лебедев — Анисин — Бодунов, Капустин.                                                                   | |                                        |
| №378 05.04.74. | Хельсинки. СССР — ГДР — 5:0 (2:0, 0:0, 3:0) | Чемпионат мира по хоккею с шайбой 1974 |
| СССР: Третьяк; Васильев — Гусев, Лутченко — Ляпкин, Цыганков — Кузнецов (1); Михайлов (1) — Петров — Харламов, Мальцев (1) — Шадрин (1) — А. Якушев (1), Лебедев — Анисин — Бодунов, Капустин.                                                   | |                                        |
| №379 07.04.74. | Хельсинки. СССР — Финляндия — 7:1 (1:0, 5:1, 1:0) | Чемпионат мира по хоккею с шайбой 1974 |
| СССР: Третьяк; Васильев — Гусев (1), Цыганков (1) — Ляпкин, Кузнецов — Шаталов; Михайлов (2) — Петров — Харламов (1), Мальцев — Шадрин — А. Якушев, Лебедев — Анисин — Капустин (2), Репнев.                                                     | |                                        |
| №380 08.04.74. | Хельсинки. СССР — Польша — 8:3 (2:0, 5:0, 1:3) | Чемпионат мира по хоккею с шайбой 1974 |
| СССР: Сидельников; Васильев — Гусев, Цыганков — Ляпкин, Кузнецов — Лутченко (2); Михайлов (1) — Петров (1) — Харламов, Мальцев (1) — Шадрин (1) — А. Якушев (1), Анисин — Репнев (1) — Капустин, Лебедев, Бодунов.                               | |                                        |
| №381 10.04.74. | Хельсинки. СССР — ЧССР — 2:7 (0:3, 0:3, 2:1) | Чемпионат мира по хоккею с шайбой 1974 |
| СССР: Третьяк; Васильев — Гусев, Цыганков — Ляпкин, Кузнецов — Лутченко, Шаталов; Михайлов (1) — Петров (1) — Харламов, Мальцев — Шадрин — А. Якушев, Капустин — Анисин — Бодунов, Лебедев.                                                      | |                                        |
| №382 12.04.74. | Хельсинки. СССР — Швеция — 3:1 (0:1, 2:0, 1:0) | Чемпионат мира по хоккею с шайбой 1974 |
| СССР: Третьяк; Васильев — Гусев, Цыганков — Ляпкин, Кузнецов — Шаталов; Михайлов — Петров (2) — Харламов, Мальцев — Шадрин — А. Якушев (1), Лебедев — Анисин — Бодунов, Капустин.                                                                | |                                        |
| №383 13.04.74. | Хельсинки. СССР — ГДР — 10:3 (7:1, 2:0, 1:2) | Чемпионат мира по хоккею с шайбой 1974 |
| СССР: Сидельников; Васильев — Гусев, Цыганков — Ляпкин, Кузнецов — Шаталов (1); Михайлов — Петров — Харламов (3), Мальцев — Шадрин (2) — А. Якушев, Лебедев — Репнев — Капустин (4), Анисин, Бодунов.                                            | |                                        |
| №384 15.04.74. | Хельсинки. СССР — Финляндия — 6:1 (3:0, 0:0, 3:1) | Чемпионат мира по хоккею с шайбой 1974 |
| СССР: Третьяк; Васильев — Гусев, Лутченко — Ляпкин (1), Цыганков — Шаталов, Кузнецов; Михайлов (1) — Петров — Харламов, Мальцев — Шадрин — А. Якушев (2), Анисин (1) — Репнев — Капустин (1), Лебедев.                                           | |                                        |
| №385 16.04.74. | Хельсинки. СССР — Польша — 17:0 (6:0, 7:0, 4:0) | Чемпионат мира по хоккею с шайбой 1974 |
| СССР: Третьяк (Сидельников, 21); Васильев — Гусев (2), Цыганков — Ляпкин, Лутченко — Шаталов; Михайлов (2) — Мальцев (2) — Харламов, Лебедев (3) — Шадрин (1) — А. Якушев (1), Анисин (3) — Репнев — Капустин (3).                               | |                                        |
| №386 18.04.74. | Хельсинки. СССР — ЧССР — 3:1 (0:1, 3:0, 0:0) Судьи Компала (ФРГ), Ларсен (США) Голы: Михайлов (34), Якушев ( Лебедев, 35), Мальцев (Михайлов, Харламов, 40) — Голик (Недомански, Палечек, 4,б)            | Чемпионат мира по хоккею с шайбой 1974 |
| СССР: Третьяк; Васильев — Гусев, Цыганков — Ляпкин, Лутченко — Шаталов; Михайлов (1) — Мальцев (1) — Харламов, Лебедев — Шадрин — А. Якушев (1), Анисин — Репнев — Капустин, Петров.                                                             | |                                        |
| №387 20.04.74. | Хельсинки. СССР — Швеция — 3:1 (1:0, 1:1, 1:0) Судьи Компала (ФРГ), Виитала(Финляндия) Голы: Харламов ( Михайлов, 7), Шадрин ( Лебедев, 24), Мальцев ( Михайлов, Васильев, 45) — Брасар (Линдстрём, 37,б) | Чемпионат мира по хоккею с шайбой 1974 |
| СССР: Третьяк; Васильев — Гусев, Цыганков — Ляпкин, Лутченко — Шаталов; Михайлов — Мальцев (1) — Харламов (1), Лебедев — Шадрин (1) — А. Якушев, Анисин — Репнев — Капустин, Бодунов.                                                            | |                                        |
| №388 10.09.74. | Москва. СССР — Финляндия — 8:1 (3:0, 4:1, 1:0) | Приз газеты «Известия»                 |
| СССР: Третьяк; Васильев — Гусев (1), Цыганков — Ляпкин, Сапелкин — Лутченко; Михайлов — Петров — Харламов (2), Мальцев (2) — Шадрин — А. Якушев (1), Котов — Бодунов (1) — Капустин (1).                                                         | |                                        |
| №389 11.09.74. | Москва. СССР — Финляндия — 7:3 (3:0, 3:1, 1:2) | Приз газеты «Известия»                 |
| СССР: Сидельников; Цыганков — Гусев (1), Кузнецов — Федоров, Сапелкин — Лутченко, А. Филиппов; Михайлов (1) — Петров (1) — Харламов, Лебедев — Анисин — Климов, Котов (1) — Бодунов (1) — Капустин (1), Волчков — Шалимов — Попов (1).           | |                                        |
| №390 13.09.74. | Москва. СССР — Финляндия — 4:3 (0:0, 2:2, 2:1) | Приз газеты «Известия»                 |
| СССР: Третьяк; Васильев — Гусев, Цыганков — Ляпкин, Лутченко (1) — Федоров, А. Филиппов — Кузнецов; Михайлов — Петров — Харламов, Мальцев (1) — Шадрин — А. Якушев (1), Лебедев — Анисин — Бодунов, Котов — Шалимов (1) — Капустин.              | |                                        |
| №391 17.09.74. | Квебек. СССР — Канада (ВХА) — 3:3 (0:1, 3:1, 0:1) | Суперсерия СССР — Канада (1974)        |
| СССР: Третьяк; Васильев — Гусев, Ляпкин — Цыганков, Лутченко (1) — Кузнецов; Михайлов — Петров (1) — Харламов (1), Мальцев — Шадрин — А. Якушев, Лебедев — Анисин — Бодунов, Капустин.                                                           | |                                        |
| №392 19.09.74. | Торонто. СССР — Канада (ВХА) — 1:4 (0:2, 1:1, 0:1) | Суперсерия СССР — Канада (1974)        |
| СССР: Третьяк; Васильев — Гусев, Цыганков — Ляпкин, Лутченко — Кузнецов; Михайлов — Петров — Харламов, Лебедев — Шадрин — А. Якушев (1), Мальцев — Анисин — Бодунов.                                                                             | |                                        |
| №393 21.09.74. | Виннипег. СССР — Канада (ВХА) — 8:5 (1:1, 3:1, 4:3) | Суперсерия СССР — Канада (1974)        |
| СССР: Третьяк; Васильев (1) — Гусев, Цыганков — Ляпкин, Лутченко — Кузнецов; Михайлов (1) — Петров — Харламов, Лебедев (1) — Шадрин (1) — А. Якушев (2), Мальцев (1) — Анисин — Бодунов (1).                                                     | |                                        |
| №394 23.09.74. | Ванкувер. СССР — Канада (ВХА) — 5:5 (2:5, 1:0, 2:0) | Суперсерия СССР — Канада (1974)        |
| СССР: Третьяк; Васильев (1) — Гусев (1), Цыганков — Ляпкин, Лутченко — Кузнецов; Михайлов (1) — Петров — Харламов, Лебедев — Шадрин — А. Якушев (1), Мальцев (1) — Анисин — Бодунов, Волчков, Климов.                                            | |                                        |
| №395 01.10.74. | Москва. СССР — Канада (ВХА) — 3:2 (1:0, 1:1, 1:1) | Суперсерия СССР — Канада (1974)        |
| СССР: Третьяк; Васильев — Гусев (1), Цыганков — Шаталов, Тюрин — Лутченко; Михайлов — Петров — Харламов, Лебедев — Шадрин — Бодунов, Викулов — Анисин — Мальцев (2), Котов.                                                                      | |                                        |
| №396 03.10.74. | Москва. СССР — Канада (ВХА) — 5:2 (2:1, 2:1, 1:0) | Суперсерия СССР — Канада (1974)        |
| СССР: Третьяк; Васильев (1) — Гусев, Цыганков — Шаталов (1), Тюрин — Лутченко; Михайлов (1) — Петров — Харламов (1), Лебедев — Шадрин — А. Якушев, Викулов — Анисин (1) — Мальцев, Капустин.                                                     | |                                        |
| №397 05.10.74. | Москва. СССР — Канада (ВХА) — 4:4 (2:1, 2:2, 0:1) | Суперсерия СССР — Канада (1974)        |
| СССР: Третьяк; Васильев — Гусев (1), Цыганков — Шаталов, Тюрин (1) — Лутченко; Михайлов (1) — Петров — Харламов, Лебедев — Шадрин, А. Якушев, Викулов — Анисин (1) — Мальцев, Котов — Бодунов — Капустин.                                        | |                                        |
| №398 06.10.74. | Москва. СССР — Канада (ВХА) — 3:2 (0:1, 1:0, 2:1) | Суперсерия СССР — Канада (1974)        |
| СССР: Сидельников; Лутченко — Гусев, Кузнецов — Ляпкин, Тюрин — Шаталов; Викулов — Мальцев — Харламов, Шалимов (2) — Шадрин — А. Якушев (1), Котов — Анисин — Капустин, Попов.                                                                   | |                                        |
| №399 07.11.74. | Раума. СССР — Финляндия — 7:2 (3:0, 3:1, 1:1) | Приз газеты «Известия»                 |
| СССР: Третьяк (Сидельников, 51); Васильев (1) — Лутченко (1), Цыганков — А. Филиппов, Тюрин (1) — Кузнецов; Михайлов (1) — Петров — Харламов, Лебедев — Шадрин — А. Якушев (1), Викулов — Анисин — Мальцев (1), Котов — Репнев — Капустин (1).   | |                                        |
| №400 08.11.74. | Тампере. СССР — Финляндия — 5:2 (3:2, 0:2, 2:0) | Приз газеты «Известия»                 |
| СССР: Сидельников; Цыганков — А. Филиппов, Васильев — Лутченко, Тюрин — Федоров; Шалимов — Шадрин — А. Якушев (1), Викулов — Анисин (1) — Мальцев, Котов (1) — Репнев — Капустин (2), Лебедев.                                                   | |                                        |
| №401 10.11.74. | Хельсинки. СССР — Финляндия — 5:3 (2:1, 3:0, 0:2) | Приз газеты «Известия»                 |
| СССР: Третьяк (Сидельников, 38); Кузнецов — Лутченко, Цыганков (1) — А. Филиппов, Тюрин — Федоров; Михайлов (1) — Петров — Харламов, Шалимов (2) — Шадрин — А. Якушев, Викулов — Анисин — Лебедев, Котов — Репнев (1) — Капустин.                | |                                        |
| №402 12.12.74. | Москва. СССР — Швеция — 7:2 (2:0, 3:2, 2:0) | Приз газеты «Известия»                 |
| СССР: Третьяк; Васильев — Гусев (1), Цыганков — Шаталов, Тюрин — Лутченко, А. Филиппов (1) — Кузнецов; Михайлов — Петров (1) — Харламов (1), Шалимов — Шадрин — А. Якушев (1), Лебедев (1) — Анисин (1) — Бодунов, Викулов — Мальцев — Капустин. | |                                        |
| №403 14.12.74. | Москва. СССР — Швеция — 5:2 (3:0, 2:1, 0:1) | Приз газеты «Известия»                 |
| СССР: Шеповалов; Васильев — Гусев (2), Цыганков — Шаталов, Тюрин — Лутченко, А. Филиппов — Кузнецов; Михайлов (1) — Петров — Харламов (2), Шалимов — Шадрин, А. Якушев, Лебедев — Анисин — Бодунов, Викулов — Мальцев — Капустин.                | |                                        |
| №404 15.12.74. | Москва. СССР — Швеция — 4:3 (0:2, 0:1, 4:0) | Приз газеты «Известия»                 |
| СССР: Третьяк; Цыганков — Шаталов, Тюрин — Лутченко, Васильев — Гусев, А. Филиппов; Михайлов (1) — Шалимов — А. Якушев, Лебедев (1) — Анисин (1) — Бодунов, Викулов (1) — Мальцев — Капустин.                                                    | |                                        |
| №405 18.12.74. | Москва. СССР — ЧССР — 6:3 (1:1, 2:1, 3:1) | Приз газеты «Известия»                 |
| СССР: Третьяк; Васильев (2) — Гусев (1), Цыганков — Шаталов, А. Филиппов — Лутченко; Михайлов — Петров (2) — Харламов, Шалимов — Шадрин — А. Якушев (1), Викулов — Мальцев — Капустин, Лебедев.                                                  | |                                        |
| №406 19.12.74. | Москва. СССР — ЧССР — 3:3 (2:1, 0:2, 1:0) | Приз газеты «Известия»                 |
| СССР: Шеповалов (Третьяк, 33); Васильев — Гусев, Тюрин — Лутченко, А. Филиппов — Кузнецов, Шаталов (1); Мальцев — Петров (1) — Харламов (1), Лебедев — Анисин — Бодунов, Шалимов — Шадрин — А. Якушев, Викулов, Капустин.                        | |                                        |
| №407 21.12.74. | Москва. СССР — ЧССР — 3:4 (2:2, 1:1, 0:1) | Приз газеты «Известия»                 |
| СССР: Третьяк; Васильев — Гусев, А. Филиппов — Шаталов, Цыганков — Лутченко, Тюрин; Михайлов — Петров — Харламов, Викулов — Шадрин — Мальцев (2), Лебедев — Анисин — Капустин (1), Шалимов.                                                      | |                                        |

| Матчи сборной СССР за предыдущие годы (1965—1969) | Матчи сборной СССР по хоккею, сыгранные в 1970—1974 гг. | Матчи сборной СССР за последующие годы (1975—1979) |